# Katamenes arbustorum
Katamenes arbustorum är en stekelart som först beskrevs av Georg Wolfgang Franz Panzer 1799.  Katamenes arbustorum ingår i släktet Katamenes och familjen Eumenidae.

## Underarter
Arten delas in i följande underarter:
- K. a. burlinii
- K. a. tabidus

## Bildgalleri

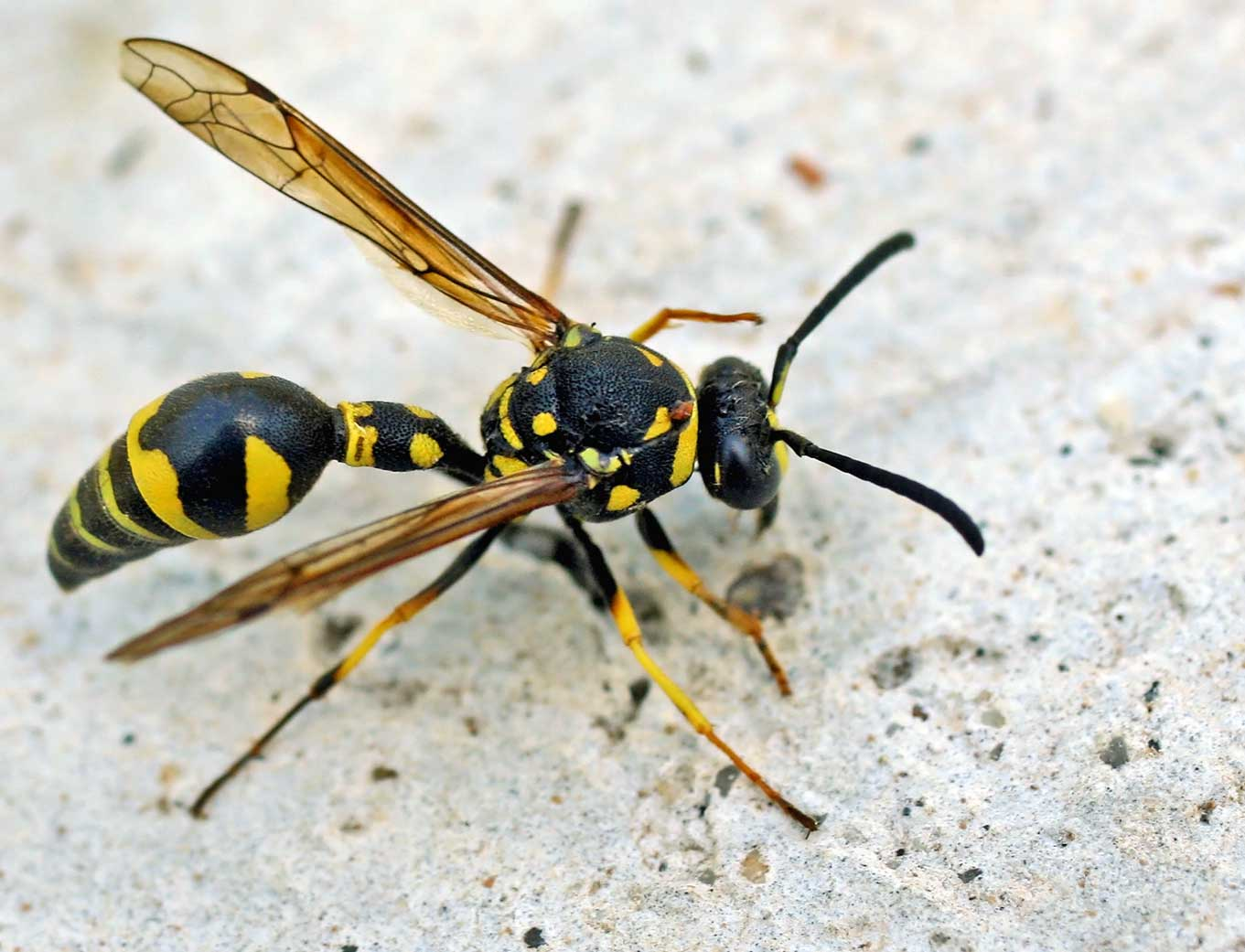